# Zhibek Nukeeva
Zhibek Nukeeva (en kirguís: Жибек Нукеева; Biskek, 27 de febrero de 1995 – 16 de julio de 2017) fue una modelo y reina de belleza kirguisa, que consiguió el título de Miss Kirguistán 2013.

## Biografía
Nukeeva fue estudiante de empresariales y hablaba el kirgui y francés. Vivió durante unos cuantos meses en Grenoble, Francia, donde aprendió el idioma en la escuela Alliance Française. 
Nukeeva consiguió el título de Miss Kirguistán 2013 celebrado en Biskek. Compitió en el certamen de Miss Mundo 2013 en Nusa Dua, Bali, Indonesia.
Zhibek Nukeeva fue madre de un niño nacido en noviembre de 2016 con su marido Bakyt.

## Muerte
Zhibek murió el 16 de julio de 2017 víctima de un condrosarcoma, un cáncer raro que afecta los huesos y las articulaciones. Vivía en Bishkek, Kirguistán, pero fue enviada por su familia a Turquía para recibir un tratamiento de mayor calidad. Para el tratamiento, el GoFundMe de Zhibek necesitó 80.000 dólares para someterse a una operación en Praga, República Checa. Pero después de recaudar 6.172 dólares, murió porque el cáncer ya se había extendido a otras partes del cuerpo.